# Dolerus haematodes
Dolerus haematodes är en stekelart som först beskrevs av Franz Paula von Schrank 1781.  Dolerus haematodes ingår i släktet Dolerus, och familjen bladsteklar. Arten är reproducerande i Sverige.